# Murrue Ramius
Murrue Ramius (マリュー・ラミアス?, Maryū Ramiasu) è un personaggio della linea temporale Cosmic Era della serie di anime giapponese Gundam. Diventa capitana della nave spaziale Archangel, appartenente all'Alleanza Terrestre dopo che l'equipaggio della sala comando resta ucciso in un assalto di ZAFT contro la colonia spaziale di Heliopolis. La sua doppiatrice giapponese è Kotono Mitsuishi.

## Storia

### Gundam SEED
Assumendo il comando su suggerimento della guardiamarina Natarle Badgiruel, la tenente Ramius dimostra di essere un ufficiale comandante competente con un eccellente comprensione intuitive delle capacità della nave e del suo equipaggio. Pur suggerendo inizialmente che il tenente Mwu La Fllaga dovrebbe assumere il comando, in quanto ufficiale più anziano presente, questi declina poiché il suo ruolo come solo pilota della nave avrebbe significato che non avrebbe potuto rimanere sul ponte comando. Promossa a capitano quando l'Archangel si congiunge con l'8ª flotta dell'ammiraglio di divisione Lewis Halberton e discende sulla superficie, aprendosi la strada tra le forze di ZAFT comandate da Andrew Waltfeld (soprannominato “Tigre del Deserto”). La nave d'assalto arriva infine provata fino in Alaska, diversi mesi dopo aver lasciato Heliopolis (e dopo anche essersi fermata per riparazioni estese nell'Unione di Orb)
Il Capitano Ramius diserta le forze dell'Alleanza Terrestre dopo che il tradimento della Federazione Atlantica a JOSH-A (abbandonano una forza di difesa composta in gran parte da forze Eurasiatiche lasciandoli soli contro un attacco di ZAFT ed attivando quindi il meccanismo di autodistruzione della base uccidendo difensori ed attaccanti insieme). Riunitasi con Kira Yamato, ora al comando dell'unità rubata ZGMF-X10A Freedom - Ramius e l'Archangel uniscono le proprie forze alla Battaglia di Orb, cercando di difendere l'isola dall'attacco dell'Alleanza Terrestre.
Appena prima che Orb decida di distruggere il proprio mass driver, l'Archangel e la nave di Orb 'Kusanagi si lanciano nello spazio. A Mendel uniscono le proprie forze a quelle della nave supporto Eternal, un'unità ZAFT del gruppo rinnegato di ZAFT condotto da Lacus Clyne e Andrew Waltfeld. Uniti contro l'escalation di violenza, sia da parte di ZAFT che da parte dell'Alleanza Terrestre, formano l'Alleanza delle Tre Navi o Fazione Clyne.
Nella Seconda Battaglia di Jachin Due, la Fazione Clyne ha un ruolo fondamentale nel fermare la Guerra ed evitare la devastazione totale di entrambi i contendenti.
Nel corso della guerra Murrue sviluppa una relazione romantica con Mwu La Fllaga. Ma nel giorno finale della guerra Mwu viene apparentemente ucciso mentre protegge l'Archangel dall'attacco del cannone Lohengrin della sua nave sorella Dominion

### Gundam SEED Destiny
Dopo la guerra Murrue Ramius vive in Orb, lavorando nella Sezione B dei cantieri navali della Morgenroete's Shipbuilding Section B, sotto il nome di Maria Vernes. Incontra Talia Gladys, mentre è responsabile delle riparazioni della Minerva. “Maria” viene frequentemente vista in compagnia di Andrew Waltfeld, la cui amante Aisha è stata anch'essa uccisa durante la guerra.
Dopo la partenza della Minerva Ramius rimane coinvolta nell'attacco contro la residenza temporanea di Lacus Clyne, insieme a Andrew Waltfeld. Una volta che Orb annuncia la sua alleanza con l'Alleanza Terrestre, Ramius si riunisce con il suo equipaggio originale e riparte con l'Archangel equipaggiato ora anche per viaggiare sott'acqua. Prima della partenza rapiscono Cagalli dal suo matrimonio politico con Yuuna.
Secondo alcune fonti prima della guerra era una maestra di scuola, che era nella riserva militare delle Forze Terrestri. Aveva un ragazzo, pilota di mobile armor morto in battaglia. Può darsi che questo sia il motivo per cui non le piacciono i piloti di mobile armor.

## Curiosità
Il suo nome potrebbe essere un'allusione a Marko Ramius, protagonista del romanzo e film Caccia all'Ottobre Rosso di Tom Clancy. In quest'opera Marko era il capitano del sottomarino Ottobre Rosso. Anche se il riferimento potrebbe essere una coincidenza il fatto che l'Archangel sia ora dotato di capacità sottomarine potrebbe essere un riferimento intenzionale.